# Csécs
Csécs (szlovákul: Čečejovce) falu Szlovákiában, a Kassai kerület Kassa-környéki járásában.

## Fekvése
Csécs község Kassától 22 km-re dél-nyugatra, a Kassai-medencében 215 m-rel a tengerszint fölött fekszik. A Csécshez tartozó Szőlőskével együtt a falunak több mint 1978 lakosa van, melynek túlnyomó része magyar és szlovák nemzetiségűnek vallja magát.

## Története
Annak ellenére, hogy az első ismert írásos említés a faluról csak 1317-ből származik, ahol „Cech” néven szerepel, a község múltja jóval távolabbra nyúlik vissza. A falu határában talált kőeszközök, melyek Krisztus születése előtt 35 000 évvel készültek, arra adnak következtetni, hogy már az őskőkorszakban is lakott itt ember. A régészek által feltárt ősi települések alapjainak a maradványai (a legrégebbi Krisztus születése előtt 5000-ből származik) bizonyítják számos épített emberi település létezését a falu határában, már a kőkorszakban.
A falu első ismert tulajdonosa a Perényi család, amely az 1402-ből származó feljegyzésekben szerepel. A későbbiekben még mint a falu birtokosai szerepelnek többek között a Pédery és a Szirmay családok.
A feljegyzések alapján a falu lakosságát 1427-ben 350-re lehet becsülni. Annak ellenére, hogy a falu nem volt török megszállás alatt, török támadásoktól tartva csaknem teljesen elnéptelenedett. 1715-ben már csak 4 család lakta. A törökök visszavonulása után Szirmay, a falu akkori birtokosa magyar családokat telepített a faluba. Ezt követően szlovák, lengyel és ruszin telepesek is érkeztek a vidékre.
A 18. század végén Vályi András így ír róla: „Nagy Cséts. Magyar falu Abauj Vármegyében, földes Ura Szirmai Uraság, lakosai reformátusok, díszesíti e’ falut a’ birtokos Uraságnak szép Kastéllya, és Úri kertye; nevezetesíti pedig néhai Csétsi János volt Pataki Professzornak itten lett születése, a’ ki nagy tudománnya, és munkái által magát emlékezetessé tette. Ámbár termő földgyei minden harmadik, vagy negyedik esztendőben trágyázást kivánnak; de mivel jó földgye, legelőjének kevés héjjánosságát elfedezi, meszet is égethetnek, ’s fája sem meszsze van, piatzozások is közel, Alsó Mettzenzéfen, és Kassán, első Osztálybéli.”
1826-ban már 1029 lakosa volt a falunak, melynek zöme mezőgazdasággal foglalkozott. 1831-ben a környéken kolera járvány pusztított, amely megtizedelte a falu lakosságát is.
Fényes Elek 1851-ben kiadott geográfiai szótárában így ír a faluról: „Csécs, magyar falu, Abauj vármegyében, Nagy-Idához nyugotra 1 mfdnyire: 874 kath., 10 evang., 300 ref., 65 zsidó lak. Kath. és ref. anyatemplom. Synagóga. Vendégfogadó. Ékesiti a Szirmay uraság szép kastélyja és kertje. Határa nagy kiterjedésü, s jó mivelés után mindenből gazdagon fizet. F. u. Szirmay, Horváth, Lánczy, Kócs, Márjássy. Ut. p. Kassa.”
Borovszky Samu monográfiasorozatának Abaúj-Torna vármegyét tárgyaló része szerint: „Van 133 háza és 837 magyar lakosa, körjegyzősége. Vasúti, posta- és táviró-állomása. Református temploma nagyon régi.”
Csécs egészen az Osztrák–Magyar Monarchia 1918-as felbomlásáig a monarchia részét képezte. A trianoni diktátumig Abaúj-Torna vármegye Csereháti járásához tartozott. Csehszlovákiához csatolták annak 1918-as létrejötte után, majd 1938-tól visszakerült Magyarországhoz.
1945-től ismét Csehszlovákiához tartozott egészen a Szlovák Köztársaság megalakulásáig. 1993-tól Szlovákia részét képezi.

## Népessége
| Év:            | 1994. | 2004.   | 2014.   | 2024.   |
| -------------- | ----- | ------- | ------- | ------- |
| Emberek száma: | 1874  | 1946    | 2105    | 2119    |
| Eltérés:       |       | +3,84 % | +8,17 % | +0,66 % |

| Év:            | 2023. | 2024.   |
| -------------- | ----- | ------- |
| Emberek száma: | 2112  | 2119    |
| Eltérés:       |       | +0,33 % |

1869-ben 894, 1903-ban 785, 1920-ban 877 lakost tartottak nyilván a faluban.
2001-ben 1899-en lakták, ebből 1148 szlovák és 678 magyar.
2011-ben 2048 lakosából 1395 szlovák és 507 magyar volt.

## Neves személyek
- Itt született 1847-ben Horváth Géza zoológus, entomológus, orvos, muzeológus, a Magyar Tudományos Akadémia rendes, majd tiszteleti tagja.

## Nevezetességei
- A község legrégibb épülete a még ma is álló, a 13. századból – az Árpádok korából – származó kora gótikus kőtemplom, melynek egy részén még a román építészeti stílus jelei is fellelhetőek. Az eredetileg római katolikus templom az 1703-as Rákóczi szabadságharc idejétől a református egyház alá tartozik. Valószínűleg abban az időben fedték be vakolattal a templomban található 13. századbéli falfestményeket. Az értékes freskókat 1893-ban tárták fel újra. A legutóbbi, 1994-ben befejezett restaurálási munkálatok után a nemzeti műemlékké nyilvánított freskók újra teljes szépségükben tekinthetőek meg a templomban.
- A falu domináns épülete az 1800-ban klasszicista stílusban épült római katolikus templom. A templom 1949-ben eddig tisztázatlan körülmények között csaknem teljesen leégett és a jelenlegi formáját a tűzvészt követő újjáépítése és kibővítése után kapta.
- Közvetlenül a katolikus templom mellett található a 18. század második felében klasszicista stílusban épült kastély, melyen jelenleg újjáépítési munkák folynak. A kastély eredeti állapotban levő főbejáratával szemben épült az I. és II. világháború áldozatai tiszteletére állított emlékmű. Az emlékmű tetején található Szent István-koronának megvan a saját érdekes története. Az 1948-as kommunista hatalomátvétel után a koronát vörös csillag cserélte fel, mely 20 évig maradt a helyén. Az 1968-as demokráciai folyamatok Csécset sem kerülték meg, így a vörös csillag is eltűnt az emlékműről. Az 1990-es évek elején aztán ismeretlen körülmények között újra felkerült a már elveszettnek hitt Szent István-korona az emlékmű tetejére.
- A háború áldozatainak emlékműje mellett épült 2000-ben a millenniumi emlékmű, melybe üzenetet helyeztek el a következő nemzedékek számára. Ezt 100 év elteltével fedik fel.

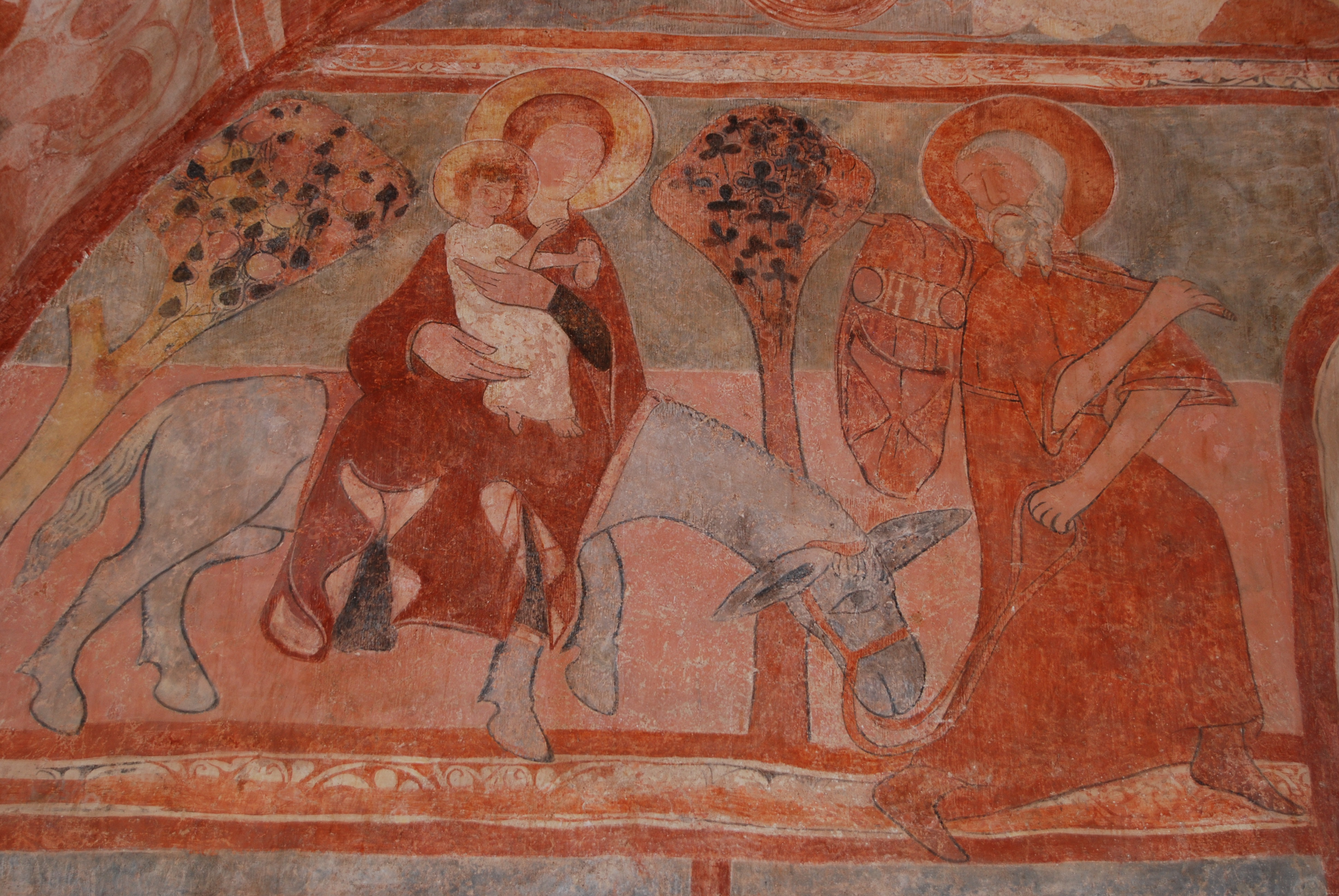
Freskó, Menekülés Egyiptomba jelenet